# Ivo De Palma
Ivo De Palma (Napoli, 9 marzo 1962) è un doppiatore italiano.

## Biografia
Napoletano di nascita, Ivo De Palma inizia le sue prime esperienze in radio, poi nei primi anni ottanta entra nel mondo del doppiaggio dopo aver seguito corsi di dizione e recitazione. Lavorando tra Torino e Milano, la sua voce ha trovato spazio in doppiaggi di telenovelas e anime giapponesi sacrificando il doppiaggio cinematografico, presente quasi esclusivamente a Roma.
Il personaggio più noto da lui doppiato è Pegasus dei Cavalieri dello Zodiaco, a cui ha dato la voce sia nella serie televisiva che nella serie OAV e nei film. Altri sono Mirko in Kiss Me Licia (solo nella parte parlata), Carey Mahoney in Scuola di polizia (serie animata), Vernon Fenwick in Tartarughe Ninja alla riscossa, Akira Fudo (Devilman OAV: La genesi, L'arpia Silen, Shin Cutie Honey e Amon - Apocalypse of Devilman), Kaede Rukawa (Slam Dunk) e Ronni (Magica magica Emi).
Dal 1992 al 2000 diventa direttore dello Studio P.V.. Più recenti invece le interpretazioni di Souji Mikage in La rivoluzione di Utena, Fuma Mono in X, Ax-Eluder in Cosmowarrior Zero, Jotaro Kujo in Le bizzarre avventure di JoJo, Kazutaka Muraki in Eredi del buio, Shimada Kambei in Samurai 7, Maestro Gai in Naruto, Masaki Kananase in Platinumhugen Ordian, Fernand de Morcerf in Il conte di Montecristo.
Inoltre, De Palma ha prestato la voce anche a vari personaggi in telefilm e soap opera, come George Robinson in Ti presento i Robinson, Mirko in Love Me Licia, Licia dolce Licia, Teneramente Licia e Balliamo e cantiamo con Licia (ispirati dall'anime Kiss Me Licia) e Frank Cooper in Sentieri. Come attore, ha interpretato il medico di casa Krueger in CentoVetrine e Alfred Westman in Vivere.
Nel 1997 ha vinto un "Tokimeki Anime Award" per la sua interpretazione di Fuuma Monou nel film d'animazione X. Nell'edizione del 2007 del film di Hayao Miyazaki, Lupin III - Il castello di Cagliostro presta nuovamente la voce al conte di Cagliostro, uscito sul grande schermo il 6 luglio 2007. Attualmente, esercita la professione di docente alla "Eikon Teatro", una scuola di doppiaggio e recitazione, a Torino.
Nella nuova serie de I Cavalieri dello Zodiaco, Hades, andata in onda su Mediaset a partire dall'autunno 2008, è tornato a doppiare Pegasus. In questa produzione ricopre anche il ruolo di direttore del doppiaggio e di dialoghista.
Nel progetto letterario "Spoken Words", sul suo canale ufficiale youtube, ha interpretato opere di William Shakespeare, Pablo Neruda, Italo Calvino, Raymond Carver, Charles Baudelaire, Umberto Saba, Nichita Stănescu, Gherasim Luca, Raymond Carver, Sabatina Napolitano, Cees Nooteboom.

## Doppiaggio

### Film
- Alan Brown in Delirio (Killing Spree)
- C. Thomas Howell in  Kid - Ritorno all'inferno
- Francis Ng in Valzer finale per un killer

### Serie animate
- Nick Fury in Wolverine e gli X-Men
- Sole Ardente e Pyro in Insuperabili X-Men
- Lo Spauracchio in Batman
- Gildamer in Aeon Flux
- Gai Maito in Naruto e Naruto: Shippuden
- Vladimir William "Vlad" Masters/Vlad Plasmius in Danny Phantom
- Mahoney in Scuola di polizia
- Mouser in Beethoven
- Striker in G.I. Joe: A Real American Hero
- Tagg in Dino Riders
- Jeff e Craig (2ª voce) in Jem
- Principe Adam/He-Man in He-Man
- Dott. Donald Blake/Thor in L'incredibile Hulk
- Zachery Zach Foxx in I rangers delle galassie
- Super Dave Osborne in Super Dave
- Vernon Fenwick in Tartarughe Ninja alla riscossa
- Nigel Thornberry in La famiglia della giungla
- Cap. Dick Courage in Capitan Dick
- Kevin in Anthony - Formidabile formica
- Orbitron in Una giungla di stelle per capitan Simian
- Gaspare in Il mio amico coniglio
- Teddy in Un mantello di misteri per Enigma
- Pierre in Grandi uomini per grandi idee
- Moliere in Bravo Molière
- Johnny in Il mondo di Peter Coniglio e dei suoi amici
- Attila in Galline alla riscossa
- Ramses in Neteb - La principessa del Nilo
- Papà Len in Elvis[non chiaro]
- Adone in Gladiator Academy
- Vittorio in Cupido
- Indiano in Storie per bambini
- Mirko (parte parlata) in Kiss Me Licia
- Ronni in Magica magica Emi
- Prof. Sengoku e Rick in Rossana
- Manager Ishi in Alé alé alé o-o
- Saki Vashtal in Area 88
- Sig. Stroud in Bentornato Topo Gigio
- Max (parte parlata) in Ciao, Sabrina
- John in Alpen Rose
- Charlie Red in Tommy la stella dei Giants
- Rocky in Col vento in poppa verso l'avventura
- Guardia ninja della famiglia Tammack in Super Pig
- Hans Christian Andersen in Flint a spasso nel tempo
- Daniel e seconda voce narrante in Dragon Quest
- Steve e telecronista in La coppa dei dragoni
- Robin Hood/Robert Anthington in Robin Hood
- Masato in Miyuki
- Principe di Raperonzolo, Principe Franz, personaggi vari in Le fiabe son fantasia
- Toki in Raoh, il conquistatore del cielo
- Pegasus in I Cavalieri dello zodiaco e I Cavalieri dello zodiaco - Saint Seiya - Hades
- Cameriere, malvivente, capo della polizia, croupier, capo del locale Neko-manma, Robert Harrison, scagnozzo, padre di Tommaso, giornalista A, Ivanov, Jimmy in City Hunter
- Narratore in Drawn Together
- Roby (1ª voce) in A tutto gas
- Philip in F - Motori in pista
- Roberto in Forza campioni
- Genio in Transformers (1ª serie)
- Zor in Robotech (3ª serie)
- Kratos in I cinque samurai
- Pegasion in Webdiver
- Ax-Eluder in Cosmowarrior Zero
- Daryoon in La leggenda di Arslan
- Isp. Matsui in Patlabor
- Schwarzeneggertaro in Kekko Kamen
- Kozaburo Ushikawa in Il minatore dello spazio
- Landon West in Super Adventure Team
- Oassis in Wedding Peach - I tanti segreti di un cuore innamorato
- Souji Mikage in Utena la fillette révolutionnaire
- Akira in Cutey Honey
- Jotaro Kujo in Le bizzarre avventure di JoJo (OVA)
- Mikuro Yakushimaru in Proteggi la mia terra
- Fuma Mono in X
- Regista in Golden Boy
- Kaede Rukawa in Slam Dunk
- Kazutaka Muraki in La stirpe delle tenebre
- Kambei Shimada in Samurai 7
- Principe Ojin, Howard X. Miller, Lucien Grimley, Gelgo e altri personaggi in Yu-Gi-Oh! GX
- Fernand de Morcerf in Il conte di Montecristo
- Masaki Kananase in Platinumhugen Ordian
- Dorf Azalia in Planetes
- Conte di Sandwich in Le Chevalier D'Eon
- Choji Suitengu in Speed Grapher
- Isaak Fernand Von Kampfer in Trinity Blood
- Kuradeel in Sword Art Online
- Napapa e Zirloin in Dragon Ball Super
- Dottor Keith White in Project ARMS
- Jirobo Ikkanzaka e Yokochini in Bleach
- Shiro in Assassination Classroom
- Tengu giallo in Lamù e i casinisti planetari - Urusei yatsura

### Film d'animazione
- Pegasus in I Cavalieri dello zodiaco - La dea della discordia (primo doppiaggio), I Cavalieri dello zodiaco - L'ardente scontro degli dei (primo doppiaggio), I Cavalieri dello zodiaco - La leggenda dei guerrieri scarlatti (primo doppiaggio), I Cavalieri dello zodiaco - L'ultima battaglia (primo doppiaggio), I Cavalieri dello zodiaco - Le porte del paradiso, I Cavalieri dello zodiaco - La leggenda del Grande Tempio.
- Akira Fudo/Devilman in Devilman - La genesi (primo doppiaggio), Devilman - L'arpia Silen (primo doppiaggio), Amon - The Darkside of Devilman
- Douglas in City Hunter Special: Un complotto da un milione di dollari, Jack Douglas/Jack Knife in City Hunter Special: Arrestate Ryo Saeba!
- Conte di Cagliostro in Lupin III - Il castello di Cagliostro (2ª e 3ª edizione)
- Gordon in Lupin III - La pietra della saggezza (3ª edizione)
- Shiro Sanada in Corazzata spaziale Yamato

### Serie televisive
- Eros Cristiani in Cri Cri
- Kal Penn in How I Met Your Mother

### Videogiochi
- Maggiore Korbut in Metro: Last Light
- Benjamin Travis in Hitman: Absolution[1]
- Crociato maschio in Diablo III: Reaper of Souls[2]
- Il vescovo in Dante's Inferno[3]
- Sentinella in Darksiders[4]
- Jamaerah lo Scriba e Radicanera in Darksiders II[5]
- Atoq Navarro in Uncharted: Drake's Fortune
- Agente Nightingale e Harry Garrett in Alan Wake[6]
- Jonah Maiava in Tomb Raider
- Hunk in Resident Evil: Operation Raccoon City[7] e Resident Evil: Revelations 2[8]
- Il generale Adams in Killzone
- Malistar Drake in Wizard101.it
- Il capitano Narville in Killzone 2 e Killzone 3
- Lord Harkon in The Elder Scrolls V: Skyrim
- Cap. Andrew Del Rio in Halo 4[9]
- Mattias Nilsson in Mercenaries 2: Inferno di fuoco
- James Barrett in Assassin's Creed III[10]
- Daud in Dishonored[11], Il pugnale di Dunwall, Le streghe di Brigmore e Dishonored 2[12]
- Garron Paduk in Gears of War: Judgment[13] e Gears 5
- Maschera Nera in Batman: Arkham City, Batman: Arkham Knight e Batman: Arkham Origins[14]
- Azrael in Batman: Arkham City[15] e Batman: Arkham Knight[16]
- Nathan Dawkins in Beyond: Due anime[17]
- Avalon Centrifuga in Little big planet 2
- Singed in League of Legends
- Illidan Grantempesta, Campione di Roccavento, Monaco Shandaren e Ombra del vento in World of Warcraft, Hearthstone[18]
- Illidan Grantempesta in Heroes of the Storm[19]
- Personaggi vari in Horizon Zero Dawn
- Personaggi vari in Far Cry 4
- Giornalista, civili vari e Raymond Wolfe in Infamous: Second Son[20]
- Carl Stoddard in Battlefield Hardline[21]
- Senza Barba e Mercer in Borderlands 2[22]
- Zagato in Damnation[23]
- Morgan Everett in Deus Ex: Mankind Divided[24]
- Von Diakonov e Axel Von Wallenrod in Dragon Lore: The Legend Begins[25]
- Sam Becker in Far Cry 3[26]
- Tenente Chen e Registrazioni in F.E.A.R. Perseus Mandate[27]
- Soldato Pyle in Homefront[28]
- Narratore in Sekiro: Shadows Die Twice[29]
- Garron Padduk in Gears 5[30]
- Toki in Fitness Boxing: Fist of the North Star
- Adriel e Mephisto in Diablo II: Resurrected[31]